# Pseudofossiel

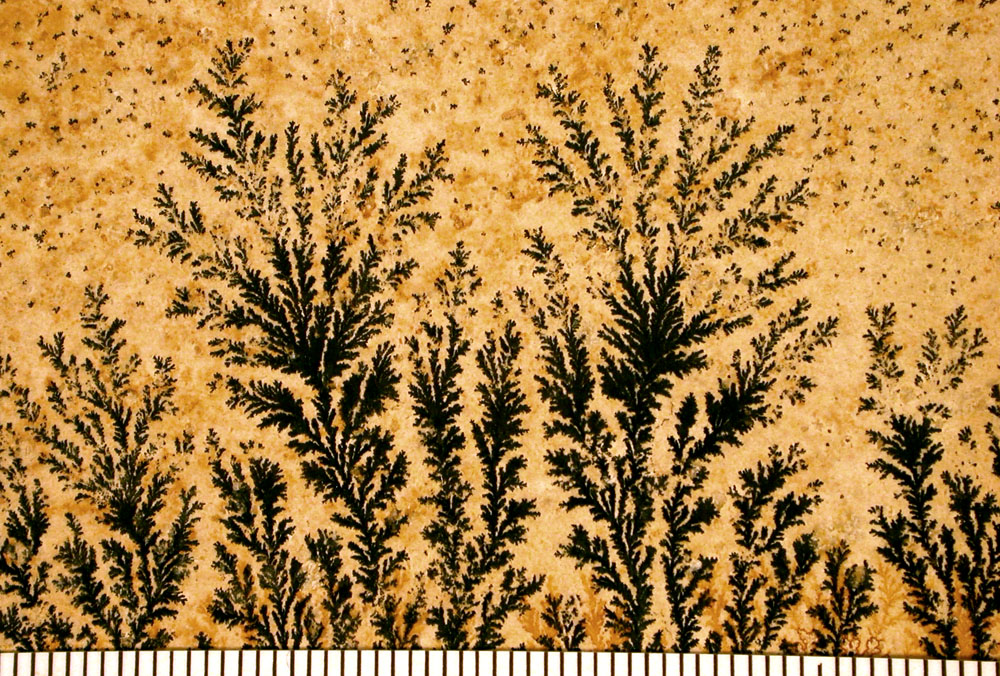
Dendrieten kunnen erg op bepaalde planten lijken en zijn daarom voorbeelden van pseudofossielen.

Een pseudofossiel is een anorganisch voorwerp of anorganische afdruk in gesteente die kan verward worden met een fossiel. Pseudofossielen kunnen erg misleidend zijn omdat bijvoorbeeld sommige voorkomens van mineralen erg op bepaalde organismen kunnen lijken. 
Een veelvoorkomend voorbeeld is mangaan(IV)oxide, dat langs splijtvlakken in gesteente kan kristalliseren in de vorm van vertakkende patronen die dendrieten genoemd worden. Concreties van mineralen zijn een ander voorbeeld, zelf het zijn het geen fossielen hoewel ze soms om fossielen heen groeien. Chert- en vuursteenklompen in mergels kunnen soms vormen hebben die op fossielen lijken. Ronde schijven pyriet of marcasiet worden soms ten onrechte aangezien als sand dollars, een type zee-egels. Ten slotte kunnen ook verweringspatronen sterk op fossielen lijken.
Als van een bepaald fossiel niet duidelijk is of het een echt fossiel of een pseudofossiel is wordt het een dubiofossiel genoemd. Soms kan er jarenlang onzekerheid bestaan of iets een echt fossiel is, zo bleek de in 1863 in Precambrische kalksteen ontdekte Eozoon canadense pas dertig jaar later een ingewikkelde gelaagde structuur van calciet en serpentijn te zijn, veroorzaakt door metamorfe reacties.

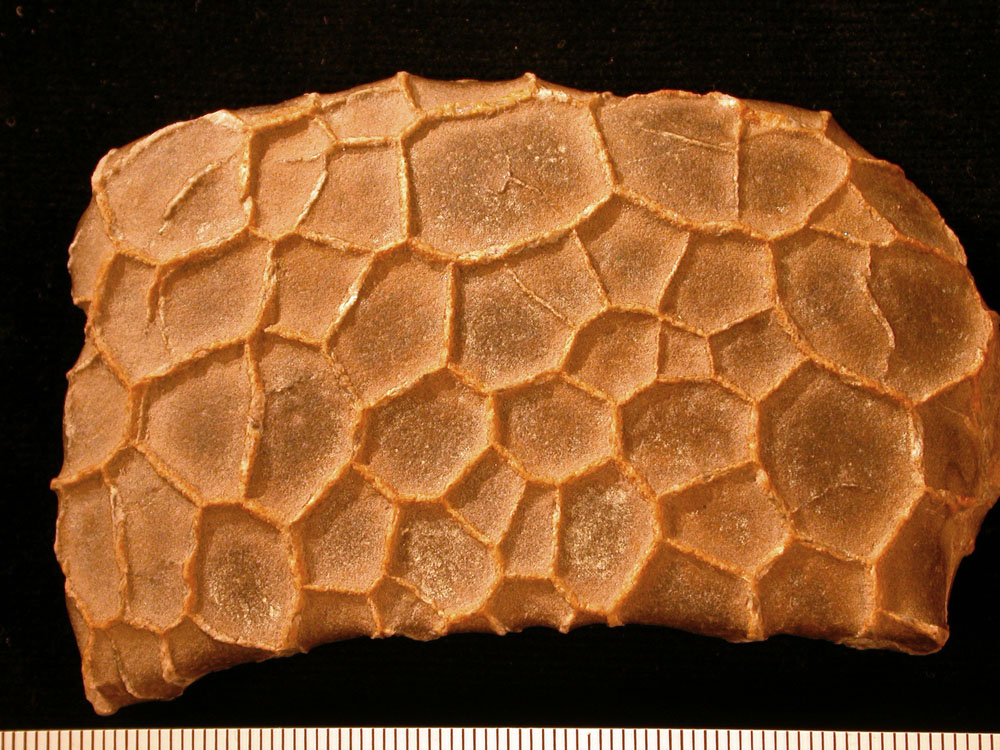
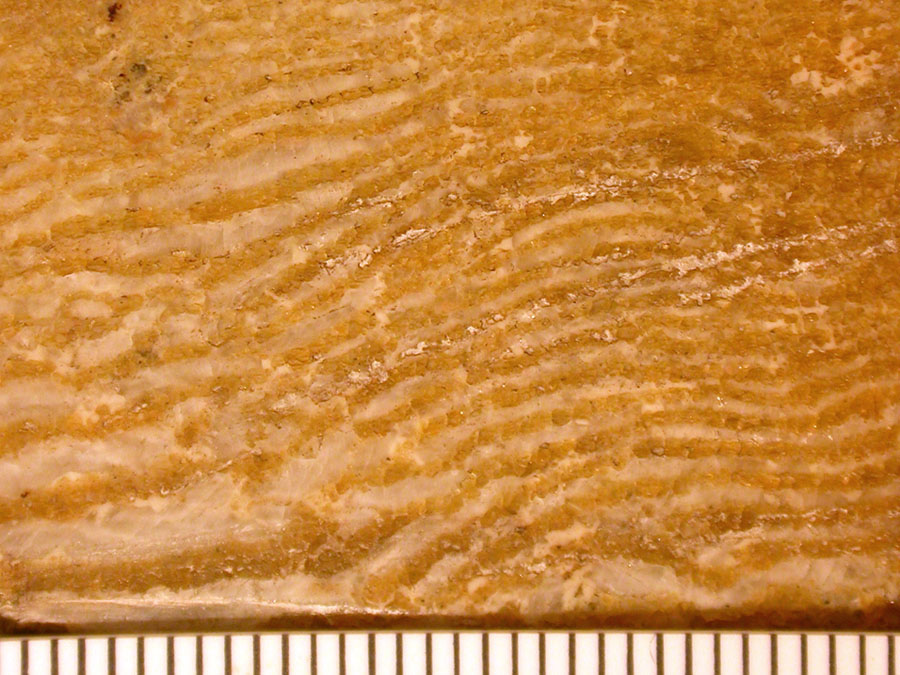
Eozoön canadense
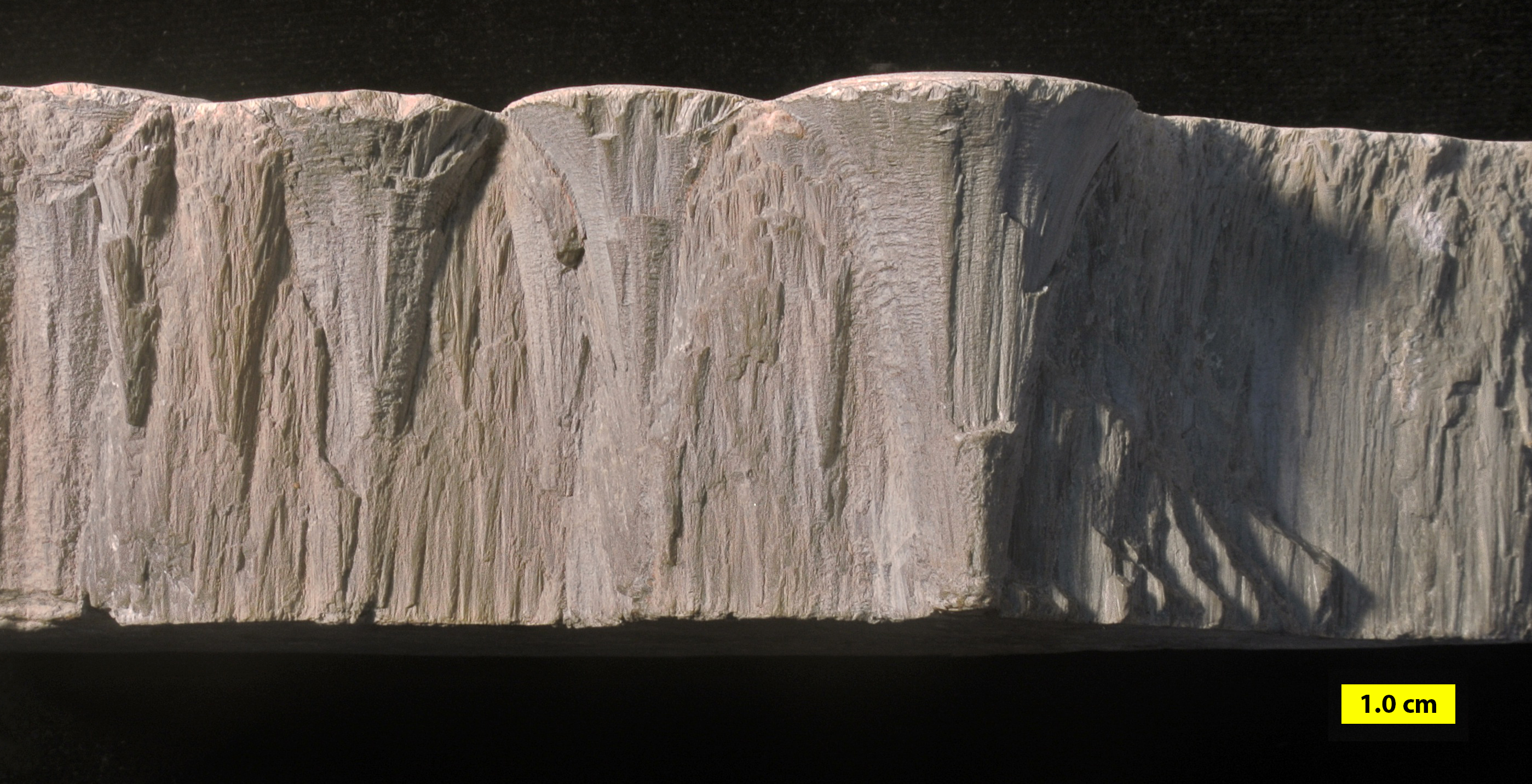
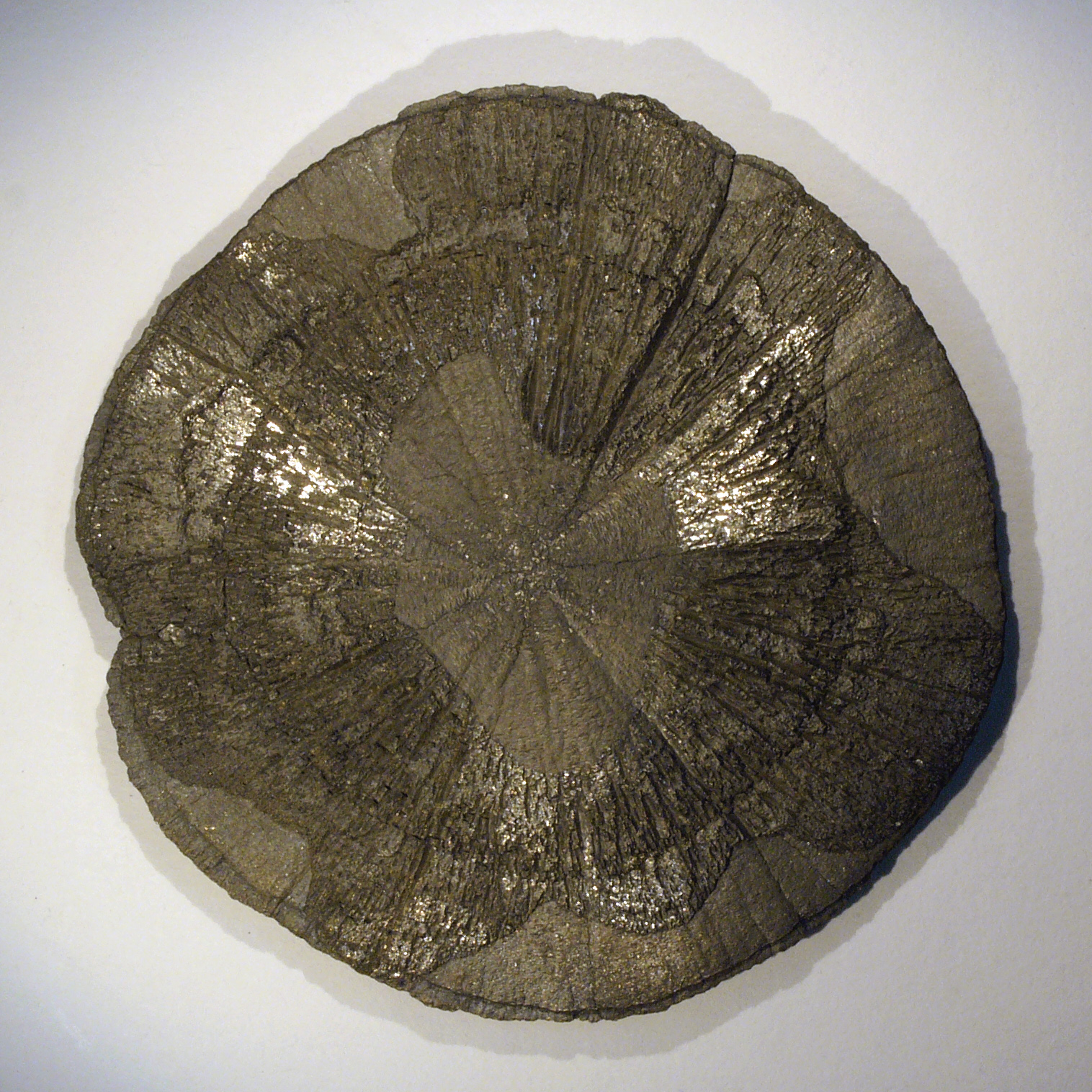
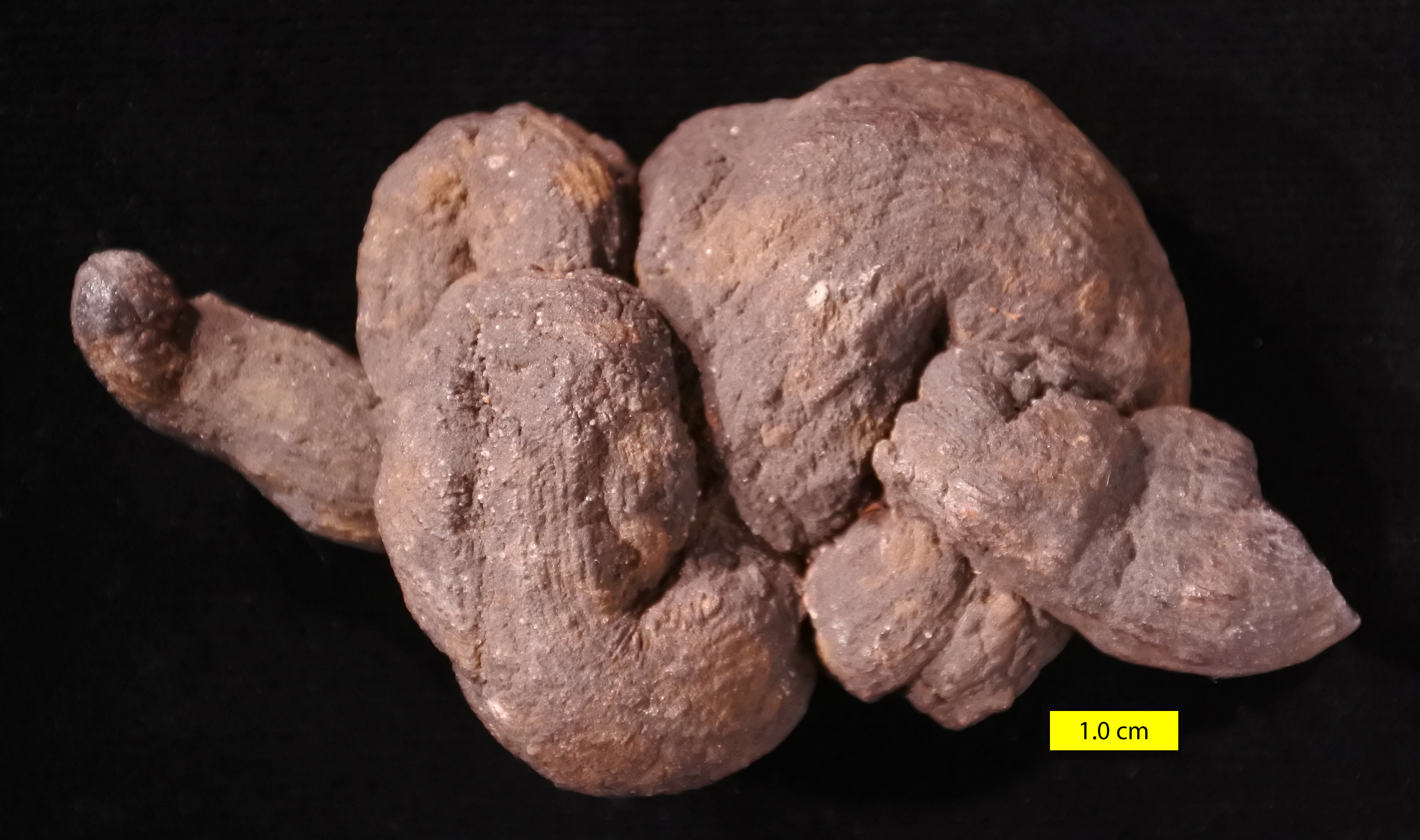
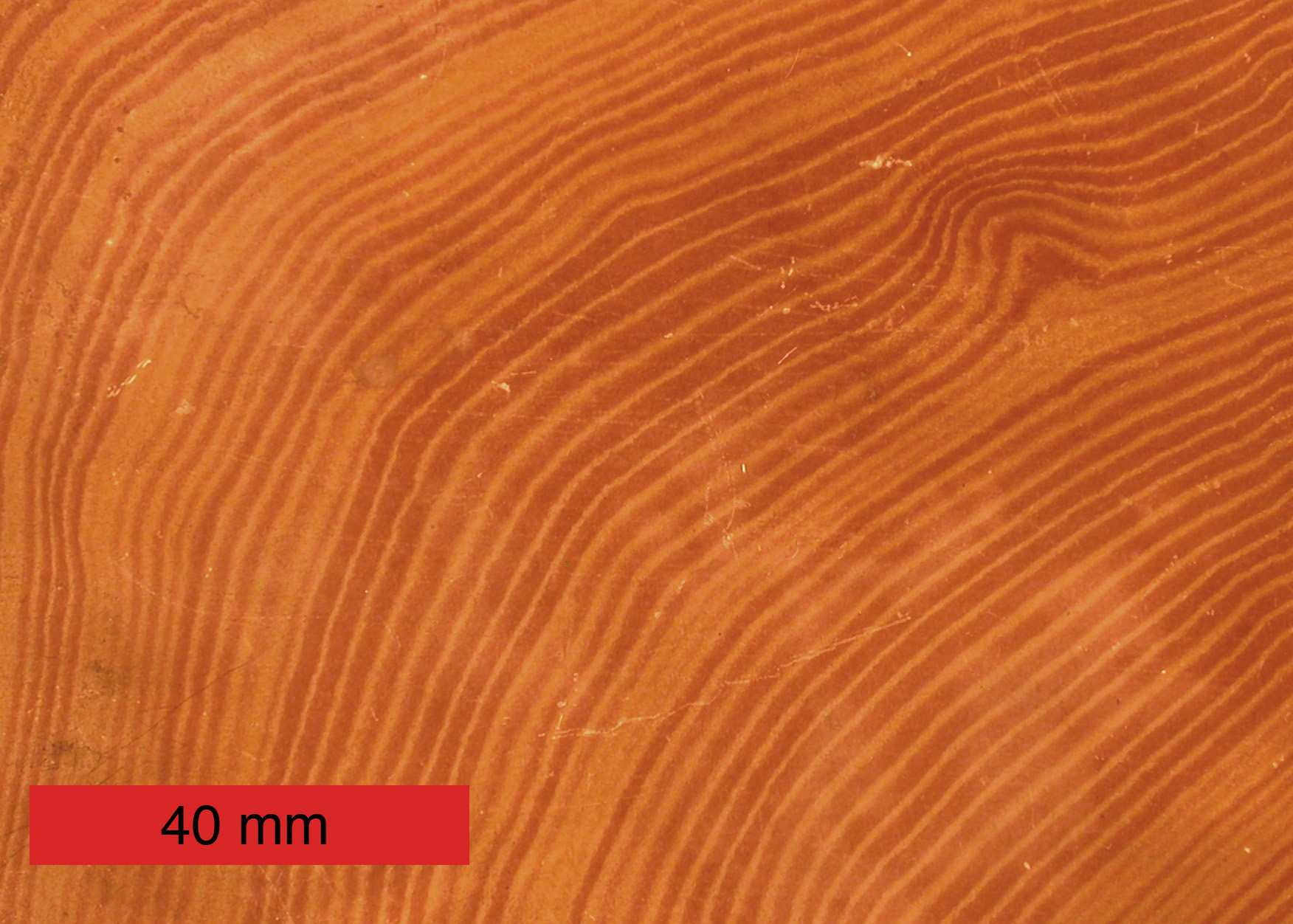